# Mick Mars
Mick Mars, pseudonimo di Robert Alan Deal (Terre Haute, 4 maggio 1951), è un chitarrista statunitense.
È noto soprattutto per la sua carriera con i Mötley Crüe, storico gruppo glam metal degli anni Ottanta.

## Biografia
Nato nello stato dell'Indiana, è il secondo dei cinque figli di Tina e Frank Deal.
Negli anni settanta suonava in vari gruppi blues come White Horse e Spiders and Cowboys finché, nell'aprile del 1981, si unì al bassista e fondatore Nikki Sixx e al batterista Tommy Lee, raggiunti qualche mese più tardi dal cantante Vince Neil: il quartetto si diede il nome Mötley Crüe, proprio da un'idea dello stesso Mars.
La loro carriera sarebbe decollata di lì a poco, portandoli ad impersonare il ruolo delle rockstar mondiali e anche lui ha avuto una vita piena di eccessi (in particolare abuso di vodka
), ma a differenza di Lee, Neil e Sixx non è mai stato protagonista di pettegolezzi ed ha sempre tenuto la sua vita privata lontana dai media. Nel tour di Girls Girls Girls è stato fidanzato con la corista del gruppo ed era soggetto a scherzi anche pesanti dal resto della band.
Da quando aveva diciannove anni è affetto dalla spondilite anchilosante, una malattia degenerativa che consuma le ossa (in particolare le vertebre) e che si accentuò agli inizi degli anni novanta: lo stesso Mars ha rivelato di essere più basso di tre pollici (quasi 8 centimetri) rispetto a quando frequentava la scuola superiore. Successivamente le sue condizioni sembrano migliorare e ha infatti intrapreso con successo un nuovo tour con i Mötley Crüe, riunitisi nel 2004, terminato nell'aprile 2006.
Mick è divorziato e ha avuto due mogli; dalla prima ha avuto un figlio, Les Paul, e una figlia, Stormy, che lo ha reso nonno di tre nipoti (quando nacque il primo Mars aveva circa 40 anni).
Successivamente ha collaborato alla scrittura di alcuni pezzi con il gruppo Sleaze metal Crashdïet per il loro album uscito nel 2007.
Nikki Sixx ha tatuato, sull'interno della coscia destra, il volto di Mick Mars. Il tatuaggio è stato eseguito nel 2008 da Kat Von D, all'epoca fidanzata di Nikki Sixx, durante una puntata del programma televisivo LA Ink.
Nel 2015 i Mötley Crüe intraprendono l'ultimo tour assieme, per poi cessare definitivamente le attività del gruppo.
Tuttavia, nel 2022 la band torna con un altro tour, The Stadium Tour, in America con Joan Jett, Poison e Def Leppard, poi con questi ultimi anche in Europa, ma Mick Mars abbandona l’attività dal vivo per i suoi problemi di salute.

## Discografia

### Con i Mötley Crüe

#### Album in studio
- 1981 - Too Fast for Love
- 1983 - Shout at the Devil
- 1985 - Theatre of Pain
- 1987 - Girls, Girls, Girls
- 1989 - Dr. Feelgood
- 1994 - Mötley Crüe
- 1997 - Generation Swine
- 2000 - New Tattoo
- 2008 - Saints of Los Angeles

#### Live
- 1999 - Live: Entertainment or Death
- 2006 - Carnival of Sins Live

#### Raccolte
- 1988 - Raw Tracks
- 1990 - Raw Tracks vol. 2
- 1991 - Decade of Decadence
- 1994 - Quaternary
- 1998 - Greatest Hits
- 1999 - Supersonic and Demonic Relics
- 2003 - Millennium Collection
- 2003 - Music to Crash Your Car To, Vol. 1
- 2004 - Music to Crash Your Car To, Vol. 2
- 2004 - Loud as F*@k
- 2005 - Red, White & Crüe

### Solista
- 2024 - The Other Side of Mars

### Partecipazioni
- 1985 - Stars – Hear 'n Aid
- 1992 - Glenn Hughes – L.A. Blues Authority Volume II: Glenn Hughes - Blues
- 1991 - Alice Cooper – Hey Stoopid
- 1995 - Carmine Appice - Guitar Zeus
- 2008 - Hinder – Take It to the Limit
- 2008 - Crashdïet – The Unattractive Revolution
- 2009 - Papa Roach – Metamorphosis
- 2010 - Murderdolls – Women And Children Last
- 2011 - James Durbin – Memories of a Beautiful Disaster
- 2012 - Pop Evil – Boss's Daughter
- 2012 - James Durbin – Memories Of A Beautiful Disaster
- 2014 - Pop Evil – Onyx
- 2019 - Phil Campbell – Old Lions Still Roar
- 2020 - Cory Marks - Who I Am

### Album di tributo
- 1996 - Jeffology - A Guitar Chronicle
- 1999 - Humanary Stew: A Tribute to Alice Cooper
- 2006 - Welcome to the Nightmare: An All Star Salute to Alice Cooper

### Colonne Sonore
- 1990 - The Adventures Of Ford Fairlane (Original Motion Picture)
- 2019 - Mötley Crüe – The Dirt Soundtrack
- 2022 - The Retaliators Original Motion Picture Soundtrack

### Varie
- 1988 - Various - Stairway To Heaven / Highway To Hell